# 尾形次郎
尾形 次郎（おがた じろう、1874年9月15日 - 1953年9月29日）は、日本の電気技術者、実業家。

## 経歴
福岡藩士尾形喜六の次男として福岡県に生まれる。
1892年福岡県立尋常中学修猷館、1895年第五高等学校工科を経て、1898年東京帝国大学工科大学電気工学科を卒業。
1898年三井鉱山に入社、炭鉱坑内の動力を当時主流であった蒸気力から電力に切り替えるための調査と設計を行い、1901年に成し遂げる。その後も電力を応用した多くの設備開発や業務上の改善を推し進め、日本の採炭事業の電化に貢献した。
1909年欧米における電気事業の視察のため派遣され、特に炭鉱に関する電気事業を精査し、1910年帰国しその得た知識をもって数多くの事業の刷新を行った。
1919年その電気工学に関する造詣と経験により、博士会の推薦によって工学博士の学位を授与される。
1922年三池鉱業所所長、1930年取締役、1935年常務取締役を経て、1936年三井鉱山代表取締役会長に就任する。
三井合名会社参与理事、神岡水電取締役、芝浦製作所監査役も務めた。
戦後、公職追放となる。追放解除後の1953年死去。